# Emmi Lewald

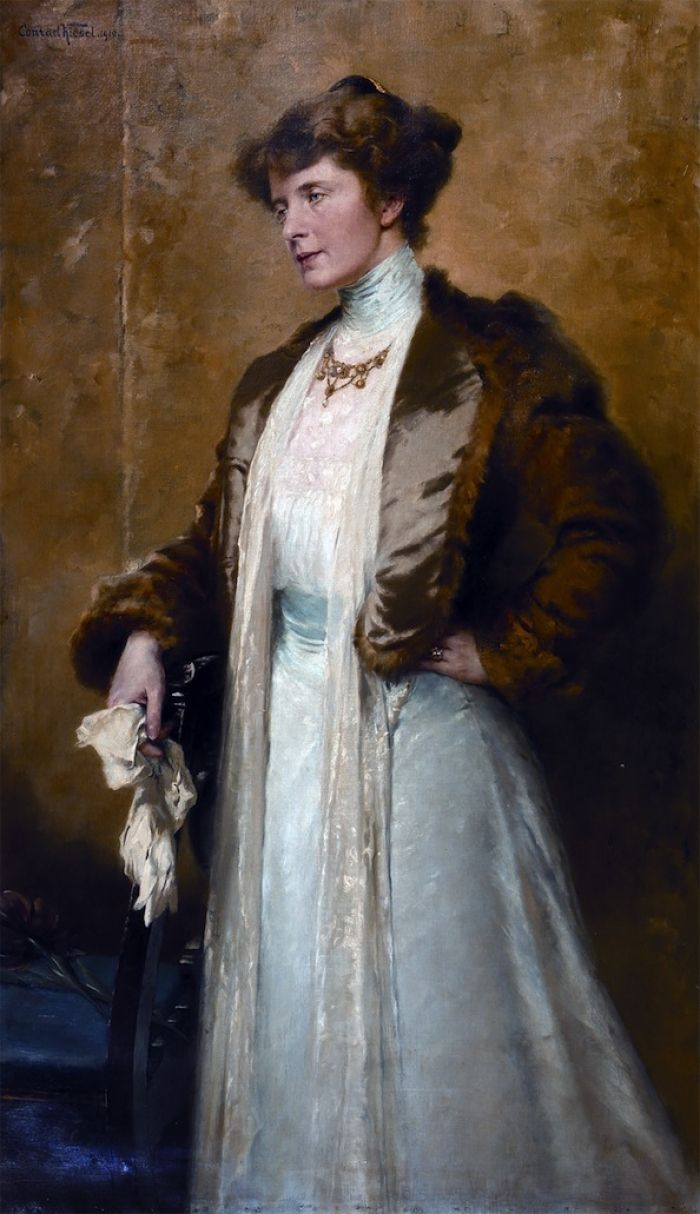
Retrato de Emmi Lewald de Conrad Kiesel, 1909

Emilie Auguste Marie Lewald (Oldenburg, 5 de diciembre de 1866 – Apolda, 29 de septiembre de 1946) fue una escritora y activista por los derechos de las mujeres alemana.

## Vida
Como segunda hija del asistente del gobierno de Oldemburgo y más tarde ministro de Estado Günther Jansen (1831-1914) y de su esposa Marie Frommelt (1843-1928), creció en su ciudad natal con una educación de clase media educada en la que pudo desarrollar libremente su talento para la escritura. En 1888 publicó su primera obra como "Estudio del carácter contemporáneo de los salones alemanes" bajo el seudónimo de Emil Roland, que continuó usando con posterioridad. Debido a una indiscreción, la publicación en Oldenburg provocó un escándalo, ya que la sociedad de Oldenburg creyó que los personajes principales mencionados en la obra eran oficiales de la guarnición local. Lewald escapó de la hostilidad de Oldenburg realizando viajes prolongados.
Siguieron volúmenes de poesía y cuentos. Posteriormente publicó numerosas novelas y relatos de viajes. Los últimos fueron el resultado de sus viajes por Alemania, donde el castillo de Wartburg representaba un refugio predilecto, e Italia. El 17 En agosto de 1896 se casó con el asesor financiero Félix Lewald y se mudó a Berlín sin renunciar a su relación ambivalente con su ciudad natal, que se refleja en parte en su crítica literaria sobre el atraso social. En Berlín también participó en el movimiento de mujeres burguesas como miembro de la junta directiva del Club de Mujeres Alemanas y de la junta directiva del Lyceum Club, siendo la primera presidenta de la Asociación de Mujeres Artistas y Amigas del Arte de Berlín (1909-1910). Además, pasó a formar parte de los salones de Berlín, donde su trabajo atraía cada vez más atención y reconocimiento. También estuvo en contacto con Bertha von Suttner.
Después de la muerte de su esposo, vivió en un asilo en Apolda. Se encuentra enterrada en el cementerio sudoeste de Stahnsdorf .

## Obra
- Unsere lieben Lieutenants. Zeitgemäße Charakterstudien aus deutschen Salons. Leipzig 1888. Digitalisat der Landesbibliothek Oldenburg
- Der Cantor von Orlamünde. Dichtungen. Oldenburg 1890.
- Ernstes und Heiteres. Novellen und Skizzen. Jena 1891.
- Auf diskretem Wege. Bade-Novelle. Norden/Norderney 1892.
- Die Geschichte eines Lächelns, und andere Novellen, Berlin 1894.
- Fräulein Kunigunde. Novelle. Berlin 1894.
- Gedichte. Oldenburg 1894.
- Sein Ich. Roman. Berlin 1896.
- Italienische Landschaftsbilder. Skizze. Oldenburg 1897.
- Kinder der Zeit. Novellen. Berlin 1897.
- In blauer Ferne. Neue Novellen. Berlin 1898.
- Die Erzieherin. Roman. Stuttgart 1899.
- Gefühlsklippen. Novellen. Berlin 1900.
- Das Glück der Hammerfelds. Roman. Berlin-Eisenach-Leipzig 1900.
- Der Mut zum Glück. Novellen. Berlin 1901
- Gedichte. Neue Folge. Oldenburg-Leipzig 1901.
- Das Schicksalsbuch, und andere Novellen. Berlin 1904.
- Sylvia. Roman. Stuttgart 1905.
- Die Heiratsfrage, und andere Novellen. Stuttgart 1906.
- Der Lebensretter. Roman in Briefen. Stuttgart 1907.
- Das Hausbrod des Lebens. Roman. Berlin 1908.
- Der Magnetberg. Roman. Berlin 1911.
- Stille Wasser. Novellen. Stuttgart 1912.
- Die Wehrlosen. Roman. Berlin 1912.
- Die Rose vor der Tür. Roman. Berlin 1912.
- Der wunde Punkt. Novellen. Berlin 1914.
- Exzelsior! Roman. Berlin 1914.
- Unter den Blutbuchen. Roman. Berlin 1915. Digitalisat der Landesbibliothek Oldenburg
- In jenen Jahren. Memoiren. Berlin 1919.
- Die Frau von gestern. Roman. Berlin 1920.
- Livets Verdagskost. Stockholm 1920. [schwedisch]
- Das Fräulein von Güldenfeld. Roman. Berlin 1922.
- Lethe. Roman. Dresden 1924.
- Das Fräulein aus der Stadt. Roman. Berlin 1929.
- Heinrich von Gristede. Roman. Detmold 1934.
- Büro Wahn. Roman. Detmold 1935.